# Ray Keech
Charles Raymond Keech, detto Ray (Coatesville, 1º maggio 1900 – Tipton, 15 giugno 1929), è stato un pilota automobilistico statunitense, vincitore della 500 Miglia di Indianapolis e detentore del record di velocità terrestre.

## La carriera

### Il record di velocità
Nel 1928, l'allora ventottenne Ray Keech fu scelto come pilota della White Triplex Special, vettura che nelle intenzioni del suo finanziatore Jim White avrebbe dovuto riportare il primato di velocità su terra agli Stati Uniti.
Keech, che già aveva una discreta esperienza nell'automobilismo, fu scelto per la sua altezza e stazza imponenti, requisiti fondamentali per controllare una vettura pesante e potente quale la White Triplex.
Il 22 aprile 1928, a Daytona Beach, Keech fece registrare la media di 207,55 mph (334,95 km/h), superando di poco il record precedente fatto registrare dal britannico Malcolm Campbell poche settimane prima.
Il record rimase nelle mani di Keech per oltre un anno, fino all'11 marzo 1929 quando fu battuto da Henry Segrave.

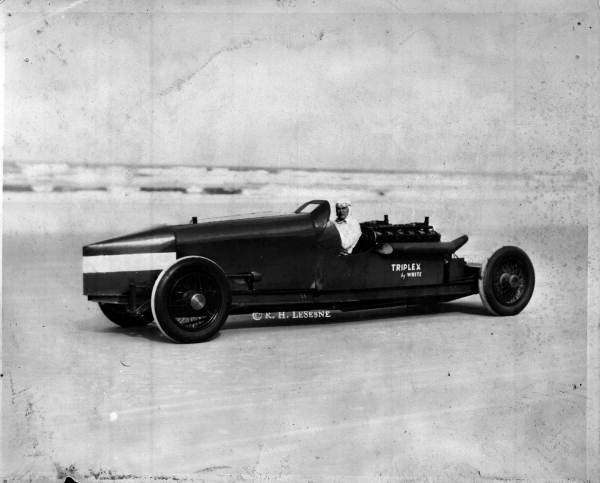
Ray Keech a bordo della White Triplex Special.

### Le corse automobilistiche
Sempre nel 1928, Keech conquistò anche la sua prima vittoria al Michigan State Fairgrounds, per poi concludere la stagione al secondo posto nell'American Automobile Association National Championship.
Il 30 maggio dello stesso anno Keech prese parte alla 500 Miglia di Indianapolis. Partendo in decima posizione, giunse al quarto posto assoluto.
Keech prese il via anche all'edizione dell'anno successivo, a bordo della Miller Simplex Piston Ring. Il pilota statunitense registrò il sesto tempo in prova. La gara fu dominata da Louis Meyer e dalla sua Miller 91 fino al 157º giro, quando fu costretto al ritiro a causa di una perdita di pressione al circuito dell'olio. Keech andò così a conquistare la vittoria davanti a 160 000 spettatori. Il suo trionfo fu però offuscato dalla morte in gara del ventiquattrenne William Spence.
La Indianapolis 500 faceva parte del campionato Champ Car, dove Keech raccolse 4 vittorie su 11 gare complessive.

### La morte
A due settimane dalla vittoria ad Indianapolis, Keech prese parte ad una gara ad Altoona. Durante la corsa, la sua vettura colpii un pezzo di guard rail, staccatosi in seguito ad un precedente incidente di un'altra vettura.
La Miller Simplex Piston si ribaltò più volte, prendendo fuoco. Il corpo di Keech fu estratto privo di vita dalla carcassa della vettura.
Verrà sepolto nel cimitero parrocchiale "Hephzibah Baptist" di Coatesville, Pennsylvania.